# IC 5212
IC 5212 — галактика типу Sbc (компактна витягнута спіральна галактика) у сузір'ї Журавель.
Цей об'єкт міститься в оригінальній редакції індексного каталогу.